# Коммифора
Комми́фора (лат. Commiphora) — род растений семейства Бурзеровые (Burseraceae), включающий в себя более двухсот видов деревьев и кустарников, распространённых в Африке, Аравии, Индии и Пакистане.

## Использование
Несколько видов рода производит ароматные смолы, используемые в парфюмерии, медицине и в ритуальных целях. В их числе — мирра, получаемая из Commiphora myrrha, Commiphora habessinica и Commiphora schimperi, а также меккский бальзам, получаемый из Commiphora gileadensis.

## Виды
По информации базы данных The Plant List (2013), род включает 208 видов. Некоторые из них:
- Commiphora africana (syn. Heudelotia africana)
- Commiphora angolensis, известна также, как «песчаная коммифора»[источник не указан 390 дней], выращивается, в основном, в Анголе и Намибии.
- Commiphora erythraea, один из источников смолы опопанакс
- Commiphora gileadensis (syn. Commiphora opobalsamum), источник меккского бальзама
- Commiphora guidottii, один из источников смолы опопанакс
- Commiphora kataf, один из источников смолы опопанакс
- Commiphora madagascariensis typus[1]
- Commiphora myrrha — Мирра (syn. Commiphora molmol), источник мирры.
- Commiphora wightii (syn. Commiphora mukul)